# Can of Worms
Can of Worms (No Brasil: A Caixa de Pandora) é um filme estadunidense de 1999, produzido pela Disney Channel de 1999 dirigido por Paul Schneider, baseado no livro homônimo de Kathy Mackel.
O longa atraiu mais de 4,7 milhões, de espectadores na noite de sua estreia nos Estados Unidos.

## Sinopse
Pillsbury Mike é um garoto precoce que nunca se sente como se ele pertencesse a terra. Ele tenta conquistar o coração de sua amada, Kate Sandman, ajudando com a Dança das Bruxas, que é sabotado pelo rival de Mike Scott. Humilhado, Mike envia uma mensagem para o espaço sideral pedindo para ser resgatado a partir da Terra, sem saber que os estrangeiros reais irá ouvi-lo e descer para a Terra, causando todos os tipos de novos problemas.
As coisas pioram quando o Thoad Mike chega a reivindicar para o seu jardim zoológico. Seu irmão amigo é raptada, e com a ajuda de um dos aliens disfarçados como um cachorro, e seu rival, ele consegue viajar para a terra natal Thoad e resgatar seu irmão, amigo e todas as criaturas presas no zoológico. O Thoad segue-os de volta à Terra e tenta arrastar Mike com ele de volta para sua terra natal, mas o cão, Barnabé, chama a polícia intergaláctica e um oficial mostra-se para parar e prender o Thoad que é levado em custódia.
No final do filme, Mike Barnabé pede para ir com ele para seu planeta natal, e Mike responde "a Terra é minha casa." Barnabé aceita isso com graça, e diz "Mike, a Terra está novamente na lista de proteção". Ele permite que Mike a arranhar-lo atrás das orelhas (algo que ele já proibia) antes que eles tanto dizer adeus.

## Elenco
- Michael Shulman - Mike Pillsbury
- Erika Christensen - Katelyn
- Adam Wylie - Nick
- Andrew Ducote - Jay
- Garrett M. Brown - Dana Pillsbury
- Lee Garlington - Pamela Pillsbury
- Brighton Hertford - Jill Pillsbury
- Marcus Turner - Scott Tribler
- Chris Davies - Ryan
- Marie Stillin - Mrs. Nickerson
- Jessica Murdoch - Katelyn's Friend
- Terry David Mulligan - Coach Trembly
- Hrogather Matthews - Thoad's Human Form
- Brian Steele - Thoad's Creature Form

### Elenco de voz
- Malcolm McDowell - Barnabus
- Bruce Lanoil - The Bom
- Wally Wingert - The Loafer Alien
- David Coburn - The Jarm
- Tara Strong - Lula
- Peter Kelamis - Intergalactic Cop
- J.D. Hall - Thoad's Creature Form